# Serie A (Eishockey) 2015/16
Die Saison 2015/16 der italienischen Eishockeymeisterschaft der Serie A begann am 19. September 2015 und war die 82. reguläre Austragung der italienischen Staatsmeisterschaft. Vier Mannschaften verließen die Liga vor Saisonbeginn und traten in der Serie B an, so dass sich das Teilnehmerfeld der Serie A auf acht Mannschaften reduzierte. Meister wurde nach einem Finalsieg gegen den HC Pustertal zum zweiten Mal nach 2014 Ritten Sport.

## Teilnehmende Mannschaften
Der SV Kaltern, HC Eppan, Hockey Milano Rossoblu und der HC Neumarkt verließen die Serie A, um in der Serie B zu spielen.
| Team                 | Stadt                       | Spielstätte                            | Kapazität |
| -------------------- | --------------------------- | -------------------------------------- | --------- |
| Asiago Hockey        | Asiago, Venetien            | Pala Hodegart                          | 2200      |
| SG Cortina           | Cortina d’Ampezzo, Venetien | Olympisches Eisstadion Cortina         | 2700      |
| SHC Fassa            | Canazei, Trentino           | Gianmario Scola                        | 3500      |
| Ritten Sport         | Ritten, Südtirol            | Ritten Arena                           | 1200      |
| HC Pustertal         | Bruneck, Südtirol           | Leitner Solar Arena                    | 2150      |
| HC Valpellice        | Torre Pellice, Piemont      | Palaghiaccio Olimpico di Torre Pellice | 2500      |
| WSV Sterzing Broncos | Sterzing, Südtirol          | Weihenstephan Arena                    | 1700      |
| HC Gherdëina         | Wolkenstein, Südtirol       | Eisstadion Pranives                    | 2000      |

## Modus
In der Hauptrunde absolvierten die acht Mannschaften jeweils 42 Spiele in drei Runden. Für einen Sieg nach regulärer Spielzeit erhielt jede Mannschaft drei Punkte, für einen Sieg nach Overtime zwei Punkte, bei einer Niederlage nach Overtime gab es einen Punkt und bei einer Niederlage nach regulärer Spielzeit null Punkte.
Alle Mannschaften der Hauptrunde qualifizierten sich für die Playoffs, die vollständig im Best-of-Seven-Modus ausgespielt wurden.

## Hauptrunde
|    | Klub                 | Sp | S  | OTS | OTN | N  | Tore    | Punkte |
| -- | -------------------- | -- | -- | --- | --- | -- | ------- | ------ |
| 1. | Ritten Sport         | 42 | 29 | 5   | 3   | 5  | 153:068 | 100    |
| 2. | HC Pustertal         | 42 | 27 | 4   | 2   | 9  | 167:111 | 91     |
| 3. | HC Asiago            | 42 | 19 | 3   | 5   | 15 | 154:133 | 68     |
| 4. | WSV Sterzing Broncos | 42 | 18 | 4   | 5   | 15 | 126:119 | 67     |
| 5. | SHC Fassa            | 42 | 14 | 3   | 7   | 18 | 118:131 | 55     |
| 6. | HC Valpellice        | 42 | 11 | 4   | 4   | 23 | 92:140  | 45     |
| 7. | HC Gherdëina         | 42 | 9  | 6   | 5   | 22 | 98:156  | 44     |
| 8. | SG Cortina           | 42 | 8  | 4   | 2   | 28 | 111:161 | 34     |

Abkürzungen: Sp = Spiele, S = Siege, N = Niederlagen, OTS = Siege nach Verlängerung (Overtime), OTN = Niederlagen nach Verlängerung

### Beste Scorer
Quelle: pointstreak.com; Abkürzungen: Sp = Spiele, T = Tore, V = Assists, Pkt = Punkte, +/− = Plus/Minus, SM = Strafminuten; Fett: Turnierbestwert
| Spieler               | Mannschaft | Sp | T  | V  | Pkt | SM |
| --------------------- | ---------- | -- | -- | -- | --- | -- |
| Adam Hughesman        | Sterzing   | 42 | 26 | 39 | 65  | 36 |
| Sean Bentivoglio      | Asiago     | 39 | 19 | 45 | 64  | 49 |
| François Bouchard     | Pustertal  | 42 | 34 | 29 | 63  | 40 |
| Brendan Cook          | Ritten     | 42 | 33 | 30 | 63  | 36 |
| Kevin DeVergilio      | Pustertal  | 41 | 27 | 36 | 63  | 55 |
| Jason Walters         | Sterzing   | 42 | 25 | 36 | 61  | 20 |
| Justin Maylan         | Pustertal  | 42 | 19 | 42 | 61  | 14 |
| Layne Ulmer           | Asiago     | 40 | 28 | 32 | 60  | 36 |
| Mark Van Guilder      | Ritten     | 42 | 18 | 39 | 57  | 32 |
| Stefan Della RovereSM | Valpellice | 39 | 14 | 16 | 30  | 92 |

SM Zum Vergleich: Spieler mit den meisten Strafminuten

### Beste Torhüter
Quelle: pointstreak.com; Abkürzungen: Sp = Spiele, Min = Eiszeit (in Minuten), GT = Gegentore, SO = Shutouts, Sv% = gehaltene Schüsse (in %), GTS = Gegentorschnitt; Fett: Turnierbestwert
| Spieler          | Mannschaft | Sp | Min     | S  | N  | SO | GT  | GTS  | SVS  | Sv%  |
| ---------------- | ---------- | -- | ------- | -- | -- | -- | --- | ---- | ---- | ---- |
| Andrew Engelage  | Ritten     | 39 | 2343:25 | 32 | 7  | 10 | 60  | 1,54 | 921  | 93,9 |
| Juuso Riksman    | Pustertal  | 34 | 2029:06 | 25 | 9  | 1  | 84  | 2,48 | 912  | 91,6 |
| Mark Demetz      | Sterzing   | 30 | 1723:01 | 16 | 13 | 4  | 73  | 2,54 | 844  | 92,0 |
| Chris Carrozzi   | Asiago     | 30 | 1764:47 | 14 | 15 | 1  | 83  | 2,82 | 769  | 90,3 |
| Thomas Tragust   | Fassa      | 40 | 2317:22 | 15 | 24 | 5  | 113 | 2,93 | 1015 | 90,0 |
| Shane Madolora   | Valpellice | 24 | 1424:25 | 9  | 15 | 1  | 71  | 2,99 | 715  | 91,0 |
| Gianluca Vallini | Gherdëina  | 41 | 2425:40 | 15 | 26 | 2  | 138 | 3,41 | 1239 | 90,0 |

## Play-offs

### Turnierbaum
| Viertelfinale | Viertelfinale | Viertelfinale    |   |                  | Halbfinale | Halbfinale | Halbfinale |  |  | Finale | Finale | Finale |
|               |               |                  |   |                  |            |            |            |  |  |        |        |        |
| 1             | Ritten Sport  | 4                |   |                  |            |            |            |  |  |        |        |        |
| 8             | SG Cortina    | 0                |   |                  |            |            |            |  |  |        |        |        |
| 8             | SG Cortina    | 0                | 1 | Ritten Sport     | 4          |            |            |  |  |        |        |        |
|               |               |                  | 1 | Ritten Sport     | 4          |            |            |  |  |        |        |        |
|               | 4             | Sterzing Broncos | 0 |                  |            |            |            |  |  |        |        |        |
| 4             | 4             | Sterzing Broncos | 0 | Sterzing Broncos | 4          |            |            |  |  |        |        |        |
| 4             |               |                  |   | Sterzing Broncos | 4          |            |            |  |  |        |        |        |
| 5             | SHC Fassa     | 1                |   |                  |            |            |            |  |  |        |        |        |
| 5             | SHC Fassa     | 1                | 1 | Ritten Sport     | 4          |            |            |  |  |        |        |        |
|               |               |                  |   | Ritten Sport     | 4          |            |            |  |  |        |        |        |
|               | 2             | HC Pustertal     | 2 |                  |            |            |            |  |  |        |        |        |
| 3             | 2             | HC Pustertal     | 2 | Asiago Hockey    | 4          |            |            |  |  |        |        |        |
| 3             |               |                  |   | Asiago Hockey    | 4          |            |            |  |  |        |        |        |
| 6             | HC Valpellice | 3                |   |                  |            |            |            |  |  |        |        |        |
| 6             | HC Valpellice | 3                | 3 | Asiago Hockey    | 0          |            |            |  |  |        |        |        |
|               |               |                  | 3 | Asiago Hockey    | 0          |            |            |  |  |        |        |        |
|               | 2             | HC Pustertal     | 4 |                  |            |            |            |  |  |        |        |        |
| 2             | 2             | HC Pustertal     | 4 | HC Pustertal     | 4          |            |            |  |  |        |        |        |
| 2             |               |                  |   | HC Pustertal     | 4          |            |            |  |  |        |        |        |
| 7             | HC Gherdëina  | 1                |   |                  |            |            |            |  |  |        |        |        |

### Viertelfinale
|                                  | Serie | 1                              | 2                              | 3                              | 4                   | 5                              | 6                   | 7                   |
| -------------------------------- | ----- | ------------------------------ | ------------------------------ | ------------------------------ | ------------------- | ------------------------------ | ------------------- | ------------------- |
| Ritten Sport – SG Cortina        | 4:0   | 1:0 n. V. (0:0, 0:0, 0:0, 1:0) | 5:0 (2:0, 3:0, 0:0)            | 9:1 (3:0, 4:0, 2:1)            | 5:2 (0:0, 3:0, 2:2) |                                |                     |                     |
| WSV Sterzing Broncos – SHC Fassa | 4:1   | 3:1 (0:0, 3:1, 0:0)            | 3:4 (2:1, 1:0, 0:3)            | 6:2 (2:0, 3:1, 1:1)            | 6:1 (1:1, 3:0, 2:0) | 2:1 n. V. (0:0, 0:1, 1:0, 1:0) |                     |                     |
| Asiago Hockey – HC Valpellice    | 4:3   | 4:7 (1:3, 1:1, 2:3)            | 3:2 (1:1, 0:0, 2:1)            | 6:2 (2:1, 2:0, 2:1)            | 3:1 (0:0, 2:1, 1:0) | 1:5 (0:0, 1:3, 0:2)            | 2:5 (1:2, 1:1, 0:2) | 6:2 (1:1, 2:0, 3:1) |
| HC Pustertal – HC Gherdëina      | 4:1   | 5:3 (1:1, 2:1, 2:1)            | 5:4 n. V. (0:0, 4:2, 0:2, 1:0) | 1:2 n. V. (0:0, 0:1, 1:0, 0:1) | 4:2 (2:0, 0:1, 2:1) | 6:1 (1:1, 3:0, 2:0)            |                     |                     |

### Halbfinale
|                                 | Serie | 1                   | 2                              | 3                   | 4                              | 5 | 6 | 7 |
| ------------------------------- | ----- | ------------------- | ------------------------------ | ------------------- | ------------------------------ | - | - | - |
| Ritten Sport – Sterzing Broncos | 4:0   | 3:1 (1:0, 0:0, 2:1) | 5:2 (2:1, 1:0, 2:1)            | 7:1 (4:1, 2:0, 1:0) | 3:2 n. V. (0:1, 0:0, 2:1, 1:0) |   |   |   |
| Asiago Hockey – HC Pustertal    | 0:4   | 0:5 (0:1, 0:2, 0:2) | 3:4 n. V. (2:1, 0:0, 1:2, 0:1) | 2:6 (0:1, 0:1, 2:4) | 1:4 (0:0, 0:0, 1:4)            |   |   |   |

### Finale
|                             | Serie | 1                              | 2                   | 3                              | 4                              | 5                   | 6                   | 7 |
| --------------------------- | ----- | ------------------------------ | ------------------- | ------------------------------ | ------------------------------ | ------------------- | ------------------- | - |
| Ritten Sport – HC Pustertal | 4:2   | 2:3 n. V. (2:0, 0:0, 0:2, 0:1) | 4:1 (1:1, 1:0, 2:0) | 1:2 n. V. (0:1, 1:0, 0:0, 0:1) | 4:3 n. V. (0:2, 2:0, 1:1, 1:0) | 6:2 (2:1, 1:0, 3:1) | 3:1 (0:0, 1:1, 2:0) |   |

### Beste Scorer
Quelle: pointstreak.com; Abkürzungen: Sp = Spiele, T = Tore, V = Assists, Pkt = Punkte, +/− = Plus/Minus, SM = Strafminuten; Fett: Bestwert
| Spieler              | Mannschaft       | Sp | T  | V  | Pkt | SM |
| -------------------- | ---------------- | -- | -- | -- | --- | -- |
| Mark Van Guilder     | Ritten Sport     | 14 | 12 | 11 | 23  | 10 |
| Brendan Cook         | Ritten Sport     | 14 | 11 | 10 | 21  | 14 |
| Giulio Scandella     | HC Pustertal     | 15 | 9  | 11 | 20  | 32 |
| Christian Borgatello | Ritten Sport     | 14 | 2  | 17 | 19  | 12 |
| François Bouchard    | HC Pustertal     | 15 | 5  | 13 | 18  | 14 |
| Jason Walters        | Sterzing Broncos | 9  | 5  | 11 | 16  | 2  |
| Kevin DeVergilio     | HC Pustertal     | 15 | 4  | 12 | 16  | 20 |

### Beste Torhüter
Quelle: pointstreak.com; Abkürzungen: Sp = Spiele, Min = Eiszeit (in Minuten), GT = Gegentore, SO = Shutouts, Sv% = gehaltene Schüsse (in %), GTS = Gegentorschnitt; Fett: Bestwert
| Spieler           | Mannschaft | Sp | Min    | S  | N | SO | GT | GTS  | SVS | Sv%  |
| ----------------- | ---------- | -- | ------ | -- | - | -- | -- | ---- | --- | ---- |
| Andrew Engelage   | Ritten     | 14 | 897:09 | 12 | 2 | 2  | 20 | 1,34 | 439 | 95,6 |
| Tyler Weiman      | Pustertal  | 15 | 937:21 | 10 | 5 | 1  | 36 | 2,30 | 505 | 93,3 |
| Dominik Steinmann | Sterzing   | 8  | 443:23 | 4  | 4 | 0  | 18 | 2,44 | 225 | 92,6 |
| Davide Mantovani  | Asiago     | 6  | 356:18 | 3  | 3 | 0  | 19 | 3,20 | 126 | 86,9 |
| Neil Conway       | Valpellice | 7  | 416:43 | 3  | 4 | 0  | 23 | 3,31 | 240 | 91,3 |

## Kader des italienischen Meisters
| Italienischer Meister Ritten Sport | Torhüter: Andrew Engelage, Roland Fink Abwehr: Ivan Tauferer, David Ceresa, Christoph Wenter, Maximilian Ploner, Fabian Ebner, Andreas Alber, Christoph Vigl, Brad Cole, Christian Borgatello (C) Angriff: Kevin Fink, Julian Kostner, Alexander Eisath, Dan Tudin (A), Matthias Fauster, Alex Frei, Markus Spinell, Simon Kostner, Mark Van Guilder (A), Luca Ansoldi, Mirko Quinz, Emanuel Scelfo, Brendan Cook, Thomas Spinell Trainerstab: Riku-Petteri Lehtonen, Robert Scelfo |